# La foresta di Windsor
La foresta di Windsor (Windsor Forest) è un poema di Alexander Pope pubblicato nel 1713 e appartenente al filone della cosiddetta poesia topografica.